# 私立大学
私立大学（、英: private university）は、私立の大学のこと。略称は私大（）である。「市立大学」と略称でも同音異字になることから、混同しないように口語では「わたくしりつだいがく」と言うことがある。

## 日本の私立大学
日本において私立大学は、学校法人または株式会社によって設置される大学をいう。学校法人の中には特別の法律によって設置されるもの（放送大学・沖縄科学技術大学院大学など）、学校法人の設立に国や地方公共団体が深く関与した公設民営大学（自治医科大学・産業医科大学など）も存在するが、これらは私立大学に区分される。また、構造改革特別区域において、株式会社による大学の設置が認められており、株式会社（学校設置会社）が設置する大学（株式会社立大学）も私立大学に区分される。  
日本の大学のうち、私立大学は大学総数の4分の3を占め、学生数は日本の全大学生のうち8割を占める。旧制大学や旧制専門学校から昇格した私立大学は少なく、1949年（昭和24年）の学制改革以降に新設された私立大学が大半を占める。2021年（令和3年）現在、唯一島根県には私立の4年制大学がない。

### 運営
日本の私立大学は、その収入の約8割を学生生徒納付金が占めており、私立大学等経常費補助金等（私学助成）といった国からの補助は1割程度に過ぎない。収入の7割近くを国からの補助が占める国立大学法人とは、収入構造が大きく異なっている。また、株式会社立の場合、国からの助成は受けられず、出資金を財源の一つにする。放送大学や自治医科大学など特殊な財源を有する大学もある。
2016年時点において、2019年度末までに破綻のおそれがあり、経営破綻予備軍に分類される学校法人は287件ある。これを受け文部科学省は、経営が悪化し、教育の質も低下している私立大学・短大を運営する学校法人への補助金（私学助成）を、2018年度から大幅にカットする方針を決めている。日本の私立大学法人の約4割は赤字経営であり、学納金が収入の77%を占めることもあって外国人留学生を積極的に呼び込んでおり、中には学生の6割が中国人の大学もある。また大学を選ぶ学生に、首都圏の大学進学に偏重する傾向も指摘される。
ただし、私立大学を設立運営する学校法人は、大学のほかに、短期大学や専門学校、中学校や高等学校などの私立大学付属学校を運営している場合が多い。そのため、私立大学が赤字であっても、それが学校法人全体の赤字を意味するわけではない。小林哲夫は、定員割れの私立大学が即座に閉校にならない理由について、「大学だけの収支でやりくりするならば、もっと潰れる大学が出たはずだ。いわば、大学はグループ会社の一赤字部門であり、そう簡単には廃校にならないというわけだ。大学はそこそこ体力がある」と指摘している。実際に帝京グループなどに見られるように、学校法人の運営の中で積極的に有価証券などによる資産運用を行って基本金を充実させ、大学運営を盤石にさせる法人も増えてきている。
また、私立大学の運営難を取り上げた週刊誌記事がたびたび掲載されるが、「大学会計と企業会計を混同している」「大学経営を論じるのであれば、教育活動資金収支だけでなく、外部負債額、運用資産、耐久年数も含めて、経年変化を総合的に見る方が適切」と指摘される。日本私立学校振興・共済事業団は「定量的な経営判断指標に基づく経営状態の区分（法人全体）」を公開し、「教育活動資金収支差額が3か年のうち2か年以上赤字か」「外部負債と運用資産を比較して外部負債が超過しているか」「耐久年数による区分（将来10年間における毎年度の資金繰りで運用資産が費消するか）（ア：修業年限未満、イ：修業年限以上10年未満、ウ：10年以上）」「修正前受金保有率が100%未満か」「経常収支差額が3か年のうち2か年以上赤字か」「黒字幅が10%未満か」「積立率が100%未満か」の7つのフローに基づく分類を示している。
日本私立学校振興・共済事業団「平成30（2018）年度 私立大学・短期大学等入学志願動向」によると、私立大学の定員割れは210校で、全体の36%にのぼっており、定員充足率50%未満の大学は11校ある。さらに2021年（令和3年）には、入学学定員充足率が私立大学全体で99.8%と初めて100%を下回り、定員割れの大学は前年度から93校増えて277校で、46.4％に上った。ただし、文部科学省「平成31年度以降の定員管理に係る私立大学等経常費補助金の取扱について」では、定員超過抑制の観点から入学定員充足率が95%〜100%の学部などに対して4%、同90%〜94%の学部などに対しては2%の経常費補助金増額が明らかにされており、定員割れがただちに私立大学の運営難を意味するわけではない。
また、定員厳格化や共通テスト導入、23区内定員抑制（東京都内のみ）によって、定員充足率80%未満の私立大学は、2014年の122校（21.1%）がピークで、2015年以降は114校（19.7%）・117校（20.3%）・90校（15.5%）と減少し、2019年は51校（8.6%）にまで減少している。

### 公立化
日本では近年、経営難などの理由で経営の移譲を行い、私立から公立（公立大学法人）に変わる大学も出てきている。松本大学学長の住吉廣行は「少子化や助成金が減っていく中で、経営が苦しいのはどこの私大も同じ。その中で我々のように必死に経営努力をして、私学で踏んばっている大学がある一方で、努力をあきらめて公立化すれば、学生は集まり、交付金で経営は安泰というのでは、努力した者がバカを見ることにもなりかねません」と述べ、公立化に疑問を呈している。
- 公設民営方式で創設されたのち、公立大学法人に移行した大学
  - 高知工科大学（高知県香美市） - 1997年（平成9年）創設。2009年（平成21年）公立化。
  - 静岡文化芸術大学（静岡県浜松市） - 1999年（平成11年）創設。2010年（平成22年）公立化。
  - 名桜大学（沖縄県名護市） - 1994年（平成6年）創設。2010年（平成22年）公立化。
  - 鳥取環境大学（鳥取県鳥取市） - 2001年（平成13年）創設。2012年（平成24年）、「公立鳥取環境大学」となる。
  - 長岡造形大学（新潟県長岡市） - 1994年（平成6年）創設。2014年（平成26年）公立化。
- 山口東京理科大学（山口県山陽小野田市） - 1995年（平成7年）、学校法人東京理科大学により創設。2016年（平成28年）、「山陽小野田市立山口東京理科大学」となる。
- 成美大学（京都府福知山市） - 2000年（平成12年）、学校法人成美学園が「京都創成大学」として創設。その後2010年（平成22年）に「成美大学」となったあと、2016年（平成28年）に「福知山公立大学」となる。

### 入学試験
日本の場合、私立大学の入試は大学・学部・学科で入試科目や配点が異なり、方式や日程なども多様である。
一般入試
大学入学共通テスト（マーク式試験）を受験する必要がなく、試験科目も基本は3教科のみ（理系は英語・数学・理科、文系は英語・国語・地歴公民または数学）であり、共通テストで5教科7科目を課したうえで大学別の二次試験（主に記述式試験）を課すことが多い国立大学に比べて、実際の試験科目数が非常に少ない。また、国公立大学の一般入試の2次試験では記述形式が中心であるのに対し、私立大学の一般入試やセンター試験利用入試では解答のみを答えるマークセンス形式が中心である。そのため、早期より3教科のみに絞って学習する者も多い。
しかし、試験科目数が少ない分、1科目ごとの失敗が許されない上、高得点が要求される。また、難関私大では高校の範囲を超える難問が出るなど、センターの比重が高い国公立大学とは趣を異にする傾向がある。さらに、首都圏の有名私大は全国から受験生が集うため、入試倍率が極端に高くなり、難易度が上がる傾向もある。2019年の定員厳格化によって、私立文系学部が難化し、合格安全圏と言われていたにもかかわらず、不合格に終わる事例が増えているとの報告がある。すなわち、大学受験の一般論は通用せず、大学独自の試験形式に対する対策が必要である。
また、国公立大学の一般入試では、受験可能大学・学部の数が最大3校3学部（前期・中期・後期）までと限定されているのに対し、私立大学の一般入試では限定されておらず、入試日程さえ異なれば幾つでも併願できるという特長があり、大学側も様々な入試形態によって受験機会を増やしている。
共通テスト利用入試
共通テスト利用入試とは、共通テストの成績を基準（あるいは利用して）合否が決まる入試方式のことである。私立大学別の入試対策をしないで済むため、国公立大学が第一志望で私立大学を併願受験する人が、この方式を利用する場合が多い。ただし、共通テスト利用入試は、募集人員がかなり少なく、倍率が高くなる大学が多いので、合格の難易度も高くなるとされる。
推薦入試・総合型選抜
推薦入試（指定校推薦・公募推薦（一芸入試など））や総合型選抜といった学力試験を課さない入試制度も存在する。詳しくは各項目参照のこと。

## 各国の私立大学

### アメリカ合衆国

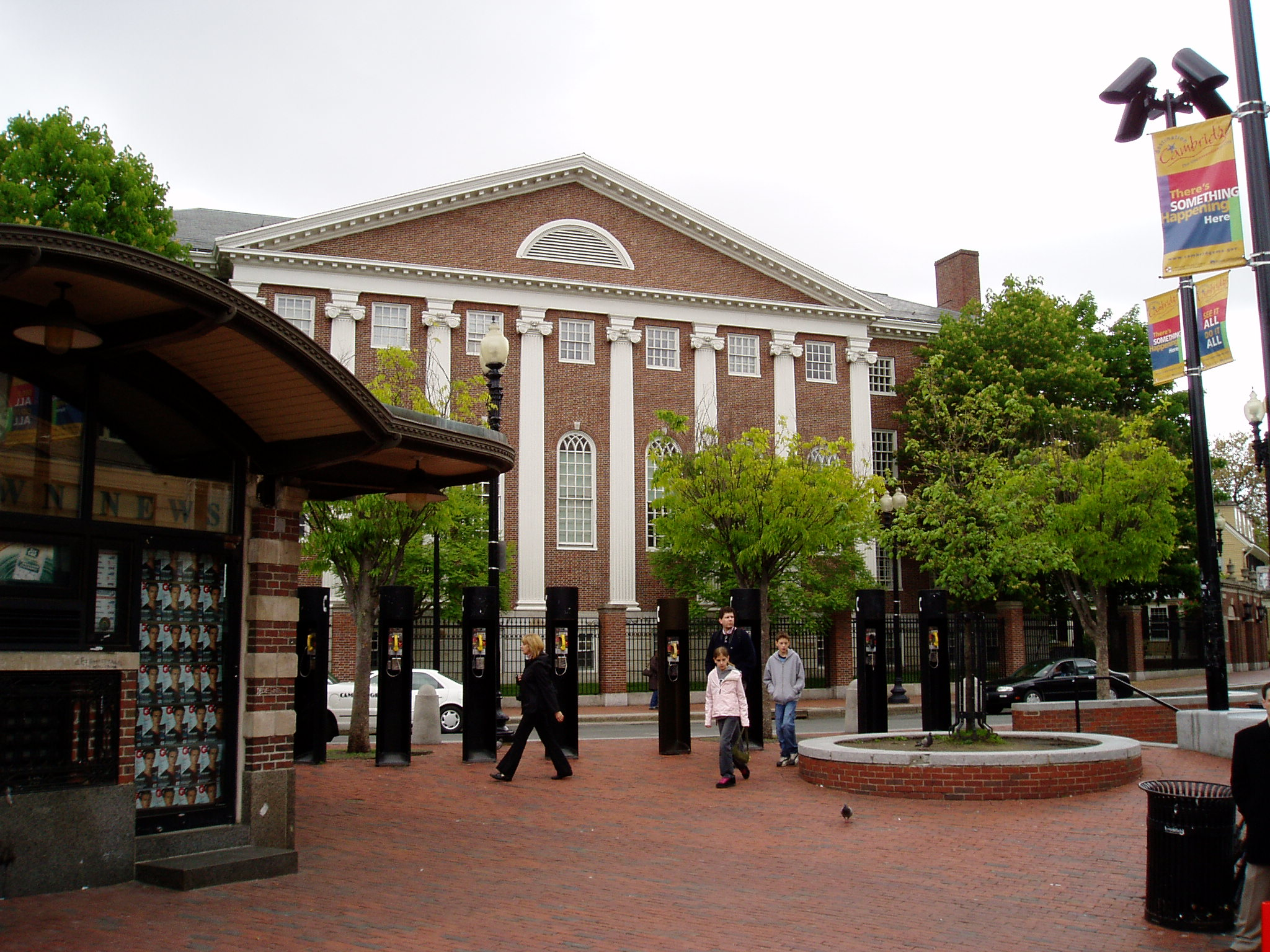
ハーバード大学

アメリカでは、まずプライベートスクールが高等教育機関として発達し、その後州立大学が誕生するが、建国前後では私立大学が大きな役割を果たした。州による私立大学への支援は20世紀の初頭まで継続されていた。
アメリカの私立大学はハーバード・カレッジやウイリアム・メリー・カレッジなどが宗教団体を基礎として創立されて以来、1980年代に至るまで増加の一途を辿った。学生数は1960年に360万人、1970年には800万人に倍増、私立大学への進学率は40%を超過し、1980年代には1200万人の学生が在籍し、大学数は3200校まで増加した。1980年前半、経済不況や財政赤字から「大学冬の時代」を迎えるが、それほど大きな閉学は見られず、2001年-2002年時点で、大学全体を占める私立大学の割合は74.1%、短期大学合計に占める私立短期大学の割合は39.9%に上っている。
一方で、リベラルアーツ・カレッジは1960年に学生総数の50%を占めていたが、2000年には17%まで減少した。また、小規模で無名、基本財産の保有が少ない新設短期大学やリベラルアーツ・カレッジ、宗教系大学では、財政難や学生募集の失敗により閉学する例が見られる。
私立大学の授業料は高く、高額所得者の子弟でなければ大学教育を受けることは難しい。州立大学では州内の者（レジデント）と州外の者（ノン・レジデント）で授業料に大きな差があるが、私立大学ではこのような区別はない。
アメリカの私立大学は、政府助成の獲得や寄付金収入の増加、資産運用などによって、授業料収入に依存しない財務体質の強化を行っている。特に1970年代後半以降から企業経営の概念が導入され、あたかも中小企業のような存在となった。アメリカの経済成長とともに財政的基盤が強化され、卒業生が増えたことで卒業生からの寄付が安定的な収入になり、かつ資産家からの積極的な寄付も相まって、私立大学の財政基盤が確立した。

### イギリス

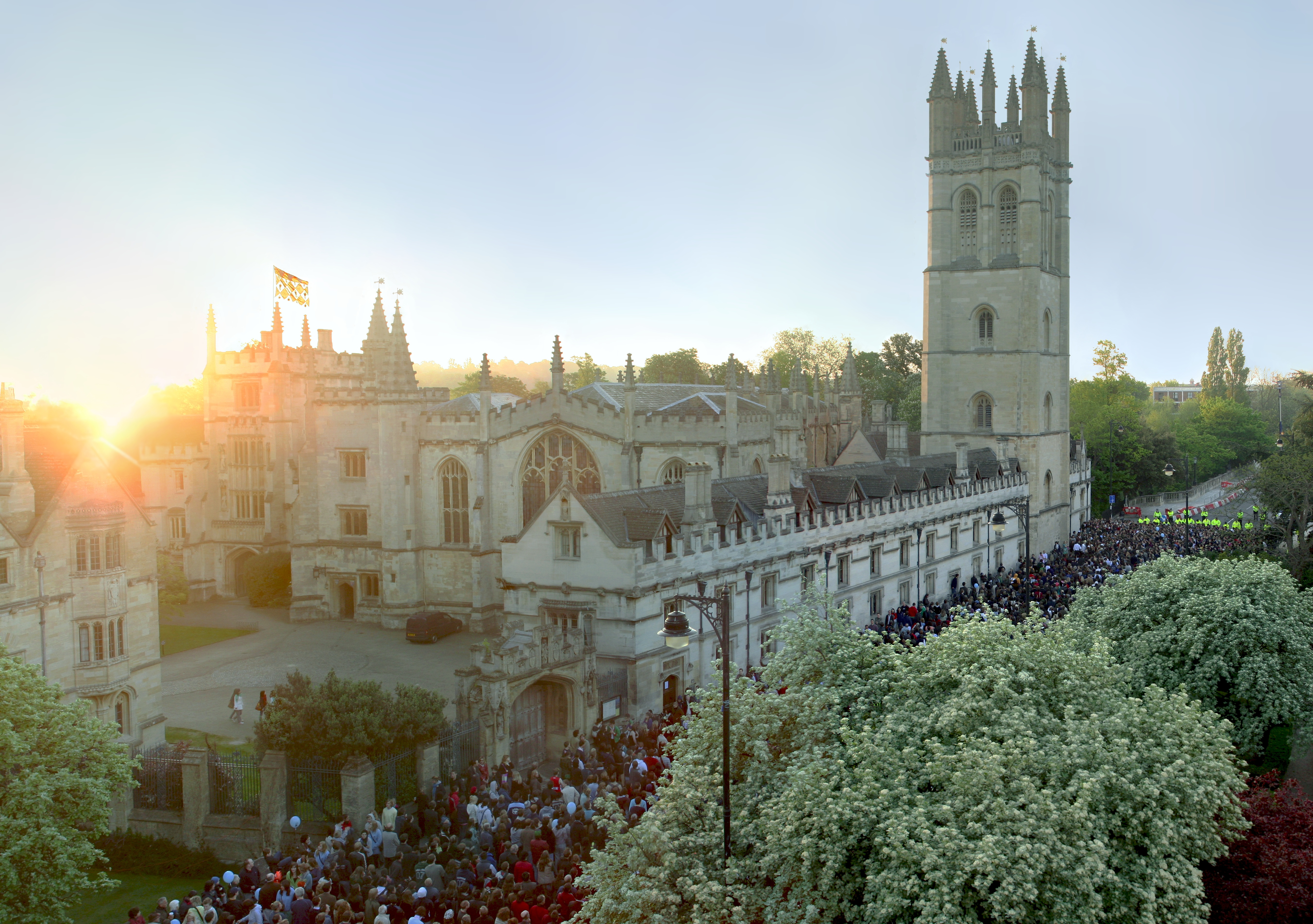
オックスフォード大学

イギリスの教育制度は歴史的な経緯から非常に複雑で、私立・国公立という区別で制度を説明するのは困難である。

### オーストラリア
オーストラリアの私立大学はボンド大学とノートルダム大学のみである。（通信教育中心のグリニッチ大学を含めれば3校である。）

### 大韓民国
韓国の私立大学は、ソウル・首都圏の有力私学、地方の有力私学、地方の新興私学に階層化している。国公立大学は韓国科学技術大学やソウル大学を除いて、私立大学ほどの競争力を有していない。ソウル大学校（国立）と高麗大学校（私立）・延世大学校（私立）を合わせて「SKY」と呼称される。
公式に韓国の最初の私立大学とされているのは、李氏朝鮮時代に唯一の私立大学として建学された成均館（1398年 - ）を母体とする成均館大学校である。韓国では、大学生の約78%が私立大学に在籍し、専門大学生の96%が私立大学に在籍している。歴史的経緯として、土着の企業家や団体が私学を数多く設立してきたほか、キリスト教や仏教などの宗教団体が学校設立に大きな役割を果たしてきた。一例として、現代が蔚山大学、浦項製鉄が浦項工科大、大韓航空が仁荷大学をそれぞれ経営している。

### 中華人民共和国
中華人民共和国における私立高等教育機関とは、国家機関以外の社会組織または公民個人が、国家教育行政部門の制定した高等教育学校の設立基準に基づき、非国家財政教育経費によって開設される高等学歴教育、あるいは非学歴教育機関と定義される。中国の私立大学は民弁大学と呼称される。大学の運営は学費と創立者の投資によって支えられており、学費収入は総収入の80%を占める。学費は国立大学に比べて高額である。
中華人民共和国成立後、初の私立大学は1980年設立の湖南九疑職業学院である。2013年時点で、私立大学は717校で全国普通高等教育機関の28%を占め、在学生は557.5万人、受験生の約22%が私立大学に入学すると言われる。